# Lijst van Austrochilidae
De lijst van Austrochilidae bevat alle wetenschappelijk beschreven soorten spinnen uit de familie van Austrochilidae.

## Austrochilus
Austrochilus Gertsch & Zapfe, 1955
- Austrochilus forsteri Grismado, Lopardo & Platnick, 2003
- Austrochilus franckei Platnick, 1987
- Austrochilus manni Gertsch & Zapfe, 1955
- Austrochilus melon Platnick, 1987
- Austrochilus newtoni Platnick, 1987
- Austrochilus schlingeri Platnick, 1987

## Hickmania
Hickmania Gertsch, 1958
- Hickmania troglodytes (Higgins & Petterd, 1883)

## Thaida
Thaida Karsch, 1880
- Thaida chepu Platnick, 1987
- Thaida peculiaris Karsch, 1880